# 达鲁国家海洋公园
达鲁国家海洋公园位于泰国沙敦府安达曼海。其由51座岛屿组成。达鲁国家海洋公园分为两个岛群：达鲁群岛（หมู่เกาะตะรุเตา）和阿当-拉维群岛（หมู่เกาะอาดัง-ราวี），其分别距离泰国大陆20公里和70公里。公园面积1490平方公里，其中海域1260平方公里，岛域230平方公里。公园最南端与马来西亚接壤。达鲁国家海洋公园建立于1974年4月19日，为泰国第二个国家海洋公园。

## 扩展阅读
- 达鲁国家海洋公园主页